# Smågarna (Transtrands socken, Dalarna, 677200-137506)
Smågarna är en sjö i Malung-Sälens kommun i Dalarna och ingår i Dalälvens huvudavrinningsområde. Sjön har en area på 1,21 kvadratkilometer och ligger 478,2 meter över havet. Sjön avvattnas av vattendraget Ögan. Vid provfiske har abborre, gädda, mört och sik fångats i sjön.

## Delavrinningsområde
Smågarna ingår i det delavrinningsområde (677439-137611) som SMHI kallar för Utloppet av Smågarna. Medelhöjden är 495 meter över havet och ytan är 14,99 kvadratkilometer. Räknas de 5 avrinningsområdena uppströms in blir den ackumulerade arean 56,62 kvadratkilometer. Ögan som avvattnar avrinningsområdet har biflödesordning 5, vilket innebär att vattnet flödar genom totalt 5 vattendrag innan det når havet efter 439 kilometer. Avrinningsområdet består mestadels av skog (53 procent) och sankmarker (36 procent). Avrinningsområdet har 1,28 kvadratkilometer vattenytor vilket ger det en sjöprocent på 8,5 procent.